# Carya ovata
Carya ovata, jicoria ovada o hicoria ovada, es una hicoria común en el este de los Estados Unidos y el sureste de Canadá. Es un árbol de hoja caduca de gran tamaño, que crece hasta los 27 m de alto, y puede vivir hasta 200 años. Al igual que el fruto del pecán, su nuez es comestible y tiene un sabor muy dulce. Las hojas tienen 30–60 cm de largo, son pinnatifolios, con cinco (raramente tres o siete) folíolos. 
Hay dos variedades:
- Carya ovata var. ovata, septentrional, con largas hojas de más de 20 cm largo; nueces 3–4 cm largo.
- Carya ovata var. australis, meridional, o de Carolina, las hojas más largas están por debajo de los 20 cm de largo; nueces 2.5–3 cm largo.

Crece en zona de rusticidad 4 a 8.
Esta especie, al igual que la especie Carya cathayensis se puede usar como productor sustituto de la nuez pecana (producida por la especie Carya illinoinensis) para su cultivo en climas más fríos, ya que sus nueces tienen casi la misma función y aplicaciones culinarias.